# Tørsbøl
Tørsbøl – miasto w Danii, w regionie Dania Południowa, w gminie Sønderborg.